# On Air (televisieprogramma)
On Air was een praatprogramma van de Nederlandse omroep NCRV. In dit liveprogramma ging Harm Edens in gesprek met vertrekkende vakantiegangers, bekende en actuele gasten op het gebied van sport, cultuur en politiek. De opnamelocatie was op Luchthaven Schiphol in Lounge 2.